# 塩化物
塩化物（えんかぶつ、英: chloride）とは、塩素がそれより陽性な元素または原子団と形成する化合物である。塩素（Cl2）は第18族元素以外のほとんどの元素と反応し塩化物を形成する。
塩素の結合がイオン結合性の場合、容易に塩素の陰イオン（Cl−）を遊離するのでこのイオンは塩化物イオン（えんかぶつイオン、英: chloride ion）または塩素イオン（えんそイオン、現在この呼び方は推奨されていない）と称する。また命名法において後置せずに前置する場合は塩化（えんか、英: chloride）と称する。いずれも陰性の塩素原子を意味する名称である。

## 無機塩化物
金属塩化物はたいていイオン結合性が高く水中でも単純に塩化物イオン（アニオン）と金属イオン（カチオン）とに乖離（電離）し水に対して溶解性が高い。ただし、1価の銀、銅、金、水銀、タリウムの塩化物および2価の鉛、白金の塩化物は水に難溶である。
また、高酸化数の遷移金属や非金属元素の塩化物は共有結合性が支配的であり気体または揮発性が高い固体ないしは液体である。これらの塩化物は水中では加水分解してオキソ酸と塩酸を生じる。
イオン結合性が高い金属塩化物に不揮発性である濃硫酸を加えると、塩化水素がガスとして遊離する。
金属塩化物に類似するものとして、アンモニウムや、第四級アンモニウムなどの有機物と塩化物イオンにより形成された塩、またアミンなど塩基性有機化合物と塩酸により形成された塩（塩酸塩）もある。

## 有機塩化物
sp3 炭素の塩化物は安定な共有結合化合物を形成する。この様な低分子の炭素塩化物は揮発性が高く、かつては広く溶媒として利用された。

### クロロ基
化合物命名法では有機塩化物が持つ Cl− は一価の官能基として取り扱われ、クロロ基（クロロき、英: chloro group）と呼ばれる。また、いくつかの有機反応では脱離基としてはたらく。sp3 炭素ないし sp2 炭素に置換したクロロ基は脱離しやすく、この様な有機塩化物は脱離反応の基質として有用である。ウィリアムソン合成などの求核置換反応でも、sp3 炭素上のクロロ基が脱離基となる。合成・反応については ハロゲン化アルキル、ハロゲン化アリールも参照。